# Edvin Dahlqvist
Edvin Thomas Dahlqvist, född 14 juni 1999 i Öckerö församling, Västra Götalands län, är en svensk fotbollsspelare som spelar för Öckerö IF.

## Karriär
Dahlqvists moderklubb är Öckerö IF. 2015 gick han till IFK Göteborg. Inför säsongen 2019 flyttades Dahlqvist upp i A-laget på ett ettårigt lärlingskontrakt. Dahlqvist gjorde allsvensk debut den 29 april 2019 i en 3–0-vinst över AIK, där han blev inbytt i den 90:e minuten mot Patrik Karlsson Lagemyr.
I juni 2019 lånades Dahlqvist ut till division 1-klubben Utsiktens BK. Det blev inga matcher i Utsikten för Dahlqvist som under hösten 2019 valde att avbryta utlåningen och återvända till IFK Göteborg. Hans kontrakt förlängdes inte efter säsongen 2019 och han lämnade klubben. I februari 2020 värvades Dahlqvist av Qviding FIF.
Inför säsongen 2022 värvades Dahlqvist av Landskrona BoIS, där han skrev på ett treårskontrakt. Efter säsongen 2023 bröt Dahlqvist sitt avtal med Landskrona BoIS för studier och i januari 2024 blev han klar för en återkomst i moderklubben Öckerö IF.